# Mýsie

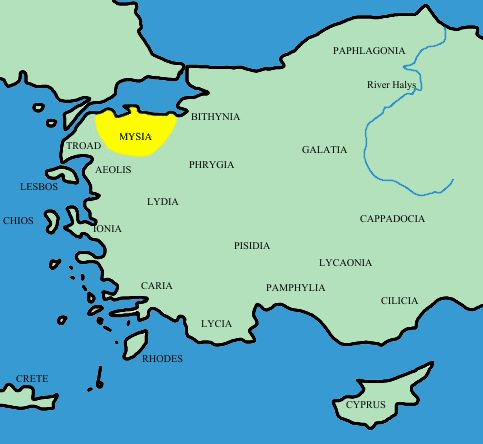
Poloha Mýsie

Mýsie (řecky Μυσία, latinsky Mysia) je historické území na severozápadě Malé Asie, jižně od Propontidy (Marmarského moře). Na západě u Helléspontu se nacházela Tróas s městem Trójou. Na jihu sousedila Mýsie s Lýdií, na východě Frýgií a Bithýnií.
Hornatá a zalesněná země se zmiňuje v Homérově Iliadě popisující trójskou válku, kde vystupuje tamní král Teuthras a jeho adoptovaný následník Telefos. Mýsie byla obývána obyvateli thráckého původu, později byla ovládána Frýgijci, Řeky a Peršany. Od roku 282 př. n. l. se stala jádrem pergamské říše s centrem ve městě Pergamon, jejíž vládci Attalovci ji v roce 133 př. n. l. odkázali Římu, a území se pak stalo součástí provincie Asie.
Kromě Pergamu byla další města například Kyzikos, Parion, Lampsakos, Abydos, Assos, Adramyttion, Myrina, Kymé.